# Попков, Валерий Филиппович
Валерий Филиппович Попков (род. 24 марта 1961, Кильмезь, Удмуртская АССР) — Герой Советского Союза, командир экипажа вертолета «Ми-8» пограничных войск Комитета государственной безопасности (КГБ) СССР, полковник.

## Биография
Родился 24 марта 1961 года в посёлке Кильмезь Сюмсинского района Удмуртской АССР в семье рабочего. Удмурт. Член КПСС с 1985 года.
Окончил 10 классов средней школы № 1 в городе Семикаракорск в 1978 году. Выпускник Сызранского военного авиационного училища летчиков и Военно-Воздушной Академии имени Ю. А. Гагарина .
В 1982 году, после окончания СВВАУЛ, был направлен для продолжения службы в Краснознамённый Среднеазиатский пограничный округ пограничных войск КГБ СССР. В составе своей части участвовал в оказании интернациональной помощи Афганистану. В период с 1982 по 1989 годы совершил более 2500 боевых вылетов. Выполнял задания связанные с десантированием войск, проведением воздушных разведок, доставкой боеприпасов и продовольствия, эвакуацией раненых, прикрытием транспортных колонн.
С 1996 года — адъюнкт Академии Федеральной пограничной службы России. С 1999 года был помощником начальника этой академии, а с 2000 года — преподавателем кафедры тактики и оперативного искусства авиационных соединений и частей в той же академии.
С 2005 года полковник В. Ф. Попков — в запасе.
Находится на пенсии и живёт в подмосковном городе Лобня.

## Награды
- После удачно проведённой операции по спасению сослуживцев капитану Попкову было присвоено воинское звание майор и указом Президиума Верховного Совета СССР от 21 апреля 1989 года присвоено звание Героя Советского Союза (за проявленные мужество и героизм по оказанию интернациональной помощи ДРА).
- Награждён орденом Ленина, орденами Красной Звезды и «За службу Родине в Вооружённых Силах СССР» 3-й степени, медалями «За отвагу», «За боевые заслуги», «За отличие в воинской службе», «За отличие в охране Государственной границы».